# Chiesa di Santa Maria Annunziata (Biancavilla)
La chiesa di Santa Maria Annunziata è un edificio religioso edificato all'inizio del XVII secolo ed è una delle chiese maggiori di Biancavilla.
La chiesa sorge sul lato dell'omonima piazza, dove il quartiere storico che la circonda è il più antico dopo quello della chiesa matrice della Madonna dell'Elemosina.

## Storia
Venne edificata come una tra le 15 chiese dedicate alla Madonna dagli antichi coloni albanesi.
Il primo nucleo della chiesa risale ai primi del Seicento, e venne notevolmente ingrandita nella prima metà del Settecento con il prolungamento della navata centrale e la costruzione del transetto e delle navate laterali. Queste nello stesso periodo vennero interamente affrescate dal pittore Giuseppe Tamo da Brescia.

## I restauri
L'ultimo intervento di restauro si effettuò nel 1907, quando, su disegno di Carlo Sada, fu addossato all'antica facciata l'attuale prospetto barocco a tre ordini.
In origine la chiesa era completamente affrescata, anche sui pilastri delle navate.

## La volta
L'aspetto attuale è il risultato di stratificazioni e di interventi che vennero attuati per circa quattro secoli. Le pitture vennero riparate con calce e gesso e ne vennero risparmiati solo i meravigliosi affreschi della volta centrale, del transetto, del presbiterio e delle cappelle laterali.
A tali, sono stati di recente sottoposti accurati restauri che hanno permesso di riportarli all'antico splendore.
Nella chiesa sono custoditi, oltre a pregevolissimi quadri del Seicento, alcuni simulacri, di cui il più importante e prezioso è sicuramente quello settecentesco dell'Ecce Homo , portato in processione la sera dei Tri Misteri.